# Kang (koreai név)
A Kang (Gang) a hatodik leggyakoribb koreai vezetéknév, 2000-ben mintegy 1,1 millió dél-koreai viselte, 2015-ben pedig 1 268 472 fő.

## Klánok
A leggyakoribb handzsa (hanja) a 姜 (szenggang kang (saenggang gang), 생강 강, a kínai Csiang (Jiāng) „gyömbér” alakból). Ezzel a vezetéknévvel 2000-ben 1 044 386 koreai rendelkezett. A fő klán csindzsui (jinjui) székhelyű. A klán több részre tagolódik, de mindegyik a Kogurjo (Goguryeo)-kori Kang Isik (Gang I-sik) tábornokra vezeti vissza a családfáját.
A 康 (phjonan kang (pyeonan gang), 편안 강, „nyugalom, békesség”) írásjegyű családnevet 109 925 fő viselte 2000-ben. Felmenőjüknek Kang Hogjong (Gang Hogyeong)ot (강호경) tartják, aki a kínai Csangan (Chang'an)ból (ma Hszian (Xi'an)) származó Kang Hu (康候, Gang Hou) leszármazottja. Kang Hu (Gang Hou) a Csou (Zhou)-dinasztiabeli Mu király öccsének második fia volt. 198-ban érkezett Phjongjang (Pyeongyang)ba, itt kapta a Kang (Gang) vezetéknevet. Kang Hogjong (Gang Hogyeong) anyai ágon Thedzso (Taejo) korjói (goryeói) király felmenője.
A 彊 (kutszel kang (gutsel gang), 굳셀 강, „erős, rendíthetetlen”) írásjegyű családnevet 2000-ben 13 328 fő viselte. Az 1930-as népszámlálási jegyzékben egy család nevében bukkant fel az írásjegy, ők nem tudták megmondani, ki a felmenőjük, csak azt, hogy Csindzsu (Jinju)ból származnak.
A 强 (kanghal kang (ganghal gang), 강할 강, „erőteljes, hatalmas”) írásjegyű családnevet 2000-ben 1620 fő viselte. Cshungdzsu (Chungju) (충주) székhelyű klán, felmenőjük a Csinből származó Kang Il (강일, Gang Il) (kínaiul 强釰, Csiang Zsi (Qiang Ri)). Nem tudni, hogy mikor vándoroltak Kínából Koreába.
A 剛 (kutszel kang (gutsel gang), 굳셀 강, „erős, rendíthetetlen”) írásjegyű családnevet 2000-ben 546 fő viselte. Az 1930-as népszámlálási jegyzékben egy családot jegyeztek fel, akik szerint az 1908-as regisztrációkor a 强 handzsa (hanja) helyett írták le rosszul a családnevüket, majd így rögzült.

## HíresKang(Gang)ok
- Kang Deszong (Gang Daesung) (Daesung), popénekes
- Kang Dongvon (Gang Dong-won), színész
- Kang Dzso (Gang Jo), Korjo (Goryeo)-kori katona
- Kang Gamcshan (Gang Gam-chan), Korjo (Goryeo)-kori katona
- Kang Hian (Gang Hui-an), Csoszon (Joseon)-kori festő
- Kang Hanul (Gang Ha-neul), színész
- Kang Higon (Gang Hui-geon) (Gary), rapper
- Kang Hjongho (Gang Gyeongho), énekes, a Forestella kontratenorja
- Kang Hodong (Gang Ho-dong), komikus, műsorvezető
- Kang Isik (Gang I-sik), Kogurjo (Goguryeo)-kori tábornok
- Kang Minhjok (Gang Min-hyeok), a CN Blue dobosa, színész
- Kang Szora (Gang So-ra), színésznő